# Trdnjava Sv. Mihovila (Preko)
Koordinati:   44°04′20″N, 15°09′34″E
Trdnjava Sv. Mihovila se nahaja pri Preku na otoku Ugljanu, Hrvaška.
Ruševine Srednjeveške trdnjave stojijo na istoimenskem 250 mnm visokem griču  okoli 4 km jugozahodno od največjega otoškega naselja Preko. Trdnjavo so postavili Benečani v 13.st. okoli nekdanjega benediktinskega samostana in cerkvice iz 10. stoletja  in je služila kot opazovalnica ladijskega prometa. Natančna letnica izgradnje še ni znana. Oblast nad trdnjavo se je skozi čas menjavala med Hrvati in Benečani, pozneje pa je oblast nad njo prevzela Avstro-Ogrska. Od takrat je še naprej služila kot opazovalnica, ki pa ni bila redno vzdrževana. Trdnjavo svetega Mihovila so porušili v času druge svetovne vojne in sicer z dvema bombardiranjema: 29. 8. 1944 in 10. 9. 1944. Zbombardirala jo je 16. eskadrilja južnoafriških letalskih sil. Med napadom je bila cerkvica v sredini trdnjave popolnoma porušena, stolpi trdnjave pa močno poškodovani. Trdnjava je v takšnem stanju ostala do danes in čeprav je v ruševinah, je lokacija trdnjave izredno privlačna izletniška točka otoka, s katere je lep razgled na mesto Zadar, Narodni park Kornati, vključno z več kot 200 otoki zadarskega arhipelaga.